# The Game (Desperate Housewives)
«The Game» es el episodio 73 de la serie Desperate Housewives que transmite la cadena estadounidense ABC . Este episodio es el tercero de la cuarta temporada. Fue escrito por Joey Murphy y John Pardee, dirigido por Bethany Rooney y fue estrenado originalmente el 14 de octubre del 2007.

## Estrellas invitadas
- Nathan Fillion como Adam Mayfair.
- John Slattery como Victor Lang.
- Polly Bergen como Stella Wingfield.
- Rachel Bailit como skanky woman.
- Kristi Clainos como mujer joven.
- James Luca McBride como Al Kaminsky.

## Recapitulación
Susan organiza una reunión. Sus amigos aceptan, pues saben que es una oportunidad para conocer a la nueva vecina.
Stella, la madre de Lynette, se da cuenta de que su hija siente mucho dolor físico y le recomienda que fume marihuana. Lynette rechaza tajantemente la sugerencia. Bree se mete en un problema cuando Susan le pide la dirección de su ginecólogo y le entrega la de un doctor que encontró en la sección amarilla y que no conoce, además de encontrarse en un barrio peligroso. Stella consigue marihuana para su hija y logra que ella la ingiera en unos pastelillos.
Durante la reunión de Susan, Gabrielle y Bree bombardean con preguntas a la nueva vecina sobre su vida privada, aunque sólo reciben respuestas evasivas.
Edie muestra una sortija de compromiso y les pide a las chicas que no comenten nada, pues Carlos no quiere que se enteren.
Para darle celos a su ex, Gabrielle empieza a coquetearle a Adam, el esposo de la nueva vecina.
Katherine se entera de que Gabrielle tuvo como amante a un jardinero menor de edad cuando estaba casada con Carlos.
Lynette llega a la reunión de Susan animadamente y por eso comete indiscreciones. Esto provoca que algunos secretos de los habitantes del vecindario salgan y la reunión termine muy mal. Víctor le comenta a Carlos que si Gabrielle lo engaña matará al amante. Katherine prohíbe a Dylan frecuentar a Julie, después de encontrar a las adolescentes revisando las cosas de su hija de cuando vivió en Wisteria Lane.
Gabrielle vuelve con Carlos al darse cuenta de que este se pone celoso cuando le coquetea a otro hombre, mientras que a su marido sólo le importa su imagen pública.
- Datos: Q725561